# Ханбеков, Леонид Васильевич
Леонид Васильевич Ханбеков (род. 15 сентября 1936, Москва) — советский, российский литературный критик, литературовед, публицист, переводчик; кандидат филологических наук; член Союза писателей России (СССР).

## Биография
Учился на филологическом факультете Иркутского университета.
По комсомольским путёвкам строил клубы на селе, поднимал сибирскую целину.
В студенческие годы работал спецкором в иркутских газетах, на радио, затем редактировал областную «молодёжку». Работал в Пензе, Москве, был на комсомольской работе. Работал заместителем главного редактора редакции художественной литературы Госкомиздата СССР.
С 1996 г. — главный редактор независимого альманаха «Московский Парнас»; член редакционной коллегии всероссийского журнала Приокские зори .
Вице-президент Академии российской словесности, президент Академии Российской литературы.

## Творчество
Автор литературных портретов современных поэтов и писателей. Издатель справочников «На пороге XXI века» и «Писатели Москвы и Подмосковья».

Леонид Ханбеков не ограничивается только изданием альманаха. Как литературный критик он написал изрядное количество очерков о поэтах России… Именно Ханбеков открывал нам в своё время имена Людмилы Татьяничевой, Михаила Львова, Георгия Ладонщикова, Анатолия Преловского, Олега Шестинского, Владимира Чернобаева… И многие современные авторы, можно сказать, «замечены» Леонидом Ханбековым — это Вячеслав Сысоев, Владимир Мазин, Нина Дубовицкая, Любовь Ладейщикова, Юрий Конецкий, Юрий Ключников и другие.— И. Кустова
Переводил на русский стихи и повести писателей народов СССР (с карачаевского, удмуртского, мордовского, уйгурского, татарского языков).
Подготовил и издал сборники писателей-фантастов, сборники сказок Азии, Африки, Европы, мира — общим тиражом более 900 000 экземпляров.
Состоит в творческом клубе «Енисейский литератор».

### Избранные публикации
Источник — электронные каталоги РНБ.
- Кузнецов И. И., Ханбеков Л. В. Уходил на войну сибиряк… : Боевой путь дважды Героя Советского Союза ген. армии А. П. Белобородова. — Иркутск: Вост.-Сиб. кн. изд-во, 1965. — 72 с. — 5000 экз.
- Ханбеков Л. В. Смотри людям в глаза : Повесть // Ангара (альманах). — Иркутск, 1963. — № 2. || . — Саранск: Мордов. кн. изд-во, 1973. — 127 с. — 15 000 экз.
- Ханбеков Л. В. Студенческий десант : Очерк. — Иркутск: Вост.-Сиб. кн. изд-во, 1966. — 62 с. — 5000 экз.
- Ханбеков Л. В. Никогда не поздно. Повесть. Очерк. — Саранск: Мордовское книжное изд-во, 1973.

критика, литературоведение
- Ханбеков Л. В. В поисках правды и веры : штрихи к портрету Сергея Дмитриева, поэта, историка, издателя. — М.: Моск. Парнас, 2005. — 94 с. — (Созвездие России). — 500 экз. — ISBN 5-7330-053-48.
- Ханбеков Л. В. Во все глаза на Русь смотрю : Штрихи к творч. портр. В. Сысоева. — 2-е изд., доп. — М.: Столица, 1996. — 135 с. — ISBN 5-7055-0794-1.
- Ханбеков Л. В. Веленьем совести и долга : Очерк творчества Федора Абрамова. — М.: Современник, 1989. — 222 с. — 25 000 экз. — ISBN 5-270-00960-9.
- Ханбеков Л. В. Выбираю бой. Штрихи к творческому портрету Валентина Сорокина. — Челябинск, ЮУКИ, 1980. — 184 с. — 3 000 экз.
- Ханбеков Л. В. Говорят, судьба : [Литературовед. заметки]. — Л.: ЛИО «Редактор», 1991. — 185 с. — (Содерж.: О Н. Доризо, А. Преловском, Г. Ладонщикове, А. Маркове). — 5000 экз. — ISBN 5-7058-0007-X.
- Ханбеков Л. В. Исцеляющая вера : Очерк творчества Александра Ореховского. — М.: Независимое лит. агентство «Моск. Парнас», 2001. — 83 с. — (Созвездие России). — 250 экз. — ISBN 5-7330-0051-57.
- Ханбеков Л. В. «Мир станет вдовым без России…» : очерк жизни и творчества Евгения Антошкина. — М.: Моск. Парнас, 2005. — 94 с. — (Созвездие России). — 500 экз. — ISBN 5-7330-053-36.
- Ханбеков Л. В. «Нам наша молодость — судья» : Очерк творчества поэта М. Львова. — М.: Мол. гвардия, 1988. — 79 с. — (Библиотека журнала ЦК ВЛКСМ «Молодая гвардия» ; № 36 (350)). — 75 000 экз.
- Ханбеков Л. В. Открытое сердце народа : Очерк творчества В. Санги. — Владивосток: Дальневост. кн. изд-во, 1978. — 120 с. — 2000 экз.
- Ханбеков Л. В. Под знаком Козерога : Очерк творчества Виктора Кудинова. — М.: Моск. Парнас, 2003. — 93 с. — (Созвездие России). — 500 экз. — ISBN 5-7330-052-42.
- Ханбеков Л.В. Лирический мятеж.(О судьбе и поэзии Юрия Ключникова К 75-летию). - День литературы, №12, 2005.
- Ханбеков Л. В. Пред вечностью вся жизнь — как миг… : заметки о творчестве Юрия Бердникова. — М.: Моск. Парнас, 2006. — 70 с. — (Созвездие России). — 500 экз. — ISBN 5-7330-053-84.
- Ханбеков Л. В. Присягаю Уралу : Три лит. портр. : [О Л. К. Татьяничевой, М. Д. Львове, В. В. Сорокине]. — Челябинск: Юж.-Урал. кн. изд-во, 1989. — 255 с. — 4000 экз. — ISBN 5-7688-0098-0.
- Ханбеков Л. В. «Проворонило время меня…» : судьба и творчество Игоря Жданова. — М.: Моск. Парнас, 2007. — 94 с. — (Созвездие России). — 500 экз. — ISBN 5-7330-05-430.
- Ханбеков Л. «Русский свет» : К 50-летию председателя Красноярского регионального отделения Союза Писателей России [[Мещеряков, Алексей Николаевич|Алексея Мещерякова]]. Российский писатель. Дата обращения: 11 августа 2012.
- Ханбеков Л. В. Судьба — это мы : Очерк творчества поэтессы Л. К. Татьяничевой. — Челябинск: Юж.-Урал. кн. изд-во, 1984. — 142 с. — 5000 экз.
- Ханбеков Л. В. Это время — твое… : Штрихи к творч. портр. Сергея Грачёва. — М.: Моск. Парнас, 2002. — 79 с. — (Созвездие России). — 400 экз. — ISBN 5-7330-052-21.
- Ханбеков Л. В., «Гармонии таинственная власть…», штрихи к творческому портрету Натальи Квасниковой, г. Москва, издательство Московский Парнас, 2011 г., 58 страниц, тираж 300 экз.

Переводы
- Джаубаев Х. Шумят сосны : Стихи / Пер. с карачаев. Л. Ханбеков. — Черкесск: Ставроп. кн. изд-во, 1981. — 174 с. — (Циклы: Голубое чудо - Теберда; Дотронься до звезды; И солдатом стояла скала; На дне кошелька). — 900 экз.
- Мингалимов Р. Счастливое имя : стихи: для среднего школьного возраста  /Рустем  Мингалимов; ил.: Н. Доронин ; пер. с татарского: Л. Ханбеков, Е. Олейник. - Москва [Россия] : Детская литература, 1983. - 45, [3] с.: ил.- 50000 экз.
- Самсонов В. А. Увидим сами : [Стихи : Для дошкольного и мл. школьного возраста] / Авториз. пер. с удм. Л. Ханбекова. — Ижевск: Удмуртия, 1977. — 16 с. — 150 000 экз.
- Радин В. Н. Далекий гость : Повести / Пер. с морд.-мокша Л. Ханбекова. — М.: Современник, 1978. — 236 с. — 50 000 экз.
- Торопкин П. К. Сосновая застава : Стихи : [Для мл. школ. возраста] / Пер. с мордов.-мокша Л. Ханбекова, А. Лашкевича. — Саранск: Мордов. кн. изд-во, 1979. — 19 с. — 50 000 экз.
- Тохтамов К. К. Джагистайцы : Повесть / Авториз. пер. с уйгур. Л. Ханбекова. — Алма-Ата: Жазуты, 1977. — 122 с. — 60 000 экз.
- Халиков Х. Ш. Конфетное дерево : Стихи для детей : [Для дошкольного возраста] / Авториз. пер. с татар. Л. Ханбекова. — Казань: Татар. кн. изд-во, 1977. — 48 с. — 50 000 экз.

Составитель сборников:
- Нашествие : Фантаст. повести молодых писателей / Сост. Л. В. Ханбеков. — М.: Об-ние «Всесоюз. молодеж. кн. центр», 1991. — 272 с. — (Серия «Открытые двери». Содерж.: Ветер северо-южный, от слабого до уверенного / А. Чуманов. Первая встреча, последняя встреча / А. Бушков. Нашествие / С. Казменко). — 100 000 экз. — ISBN 5-7012-0053-1.
- Румбы фантастики, 1988 : Сборник / Сост. Л. В. Ханбеков. — М.: Мол. гвардия, 1989. — 444 с. — (Серия «Школа Ефремова». Содерж.: Белый Рог / И. Ефремов. Инъекция счастья / А. Бачило. Дождь над океаном / А. Бушков. Голубой кедр / Е. Грушко. Кофе в час Волка / А. Дмитрук. Проводы белых ночей / Ф. Дымов. Конец карманного оракула / В. Клименко. Остановка в пути / Л. Кудрявцев. Протей / Ю. Медведев. Директор зоопарка / О. Новикевич. Землей рожденные / Е. Носов, и произведения др. авт.). — 100 000 экз. — ISBN 5-235-01069-8.
- Сказки народов Азии : Для дошк. и мл. шк. возраста / Сост. Л. В. Ханбеков. — Минск: Юнацтва, 1994. — 383 с. — (Библиотека отечественной и зарубежной классики). — 30 000 экз. — ISBN 5-7880-0767-4.
- Сказки народов Африки : Для дошк. и мл. шк. возраста : Перевод / Сост. Л. В. Ханбеков. — Минск: Юнацтва, 1991. — 333 с. — (Библиотека отечественной и зарубежной классики). — 125 000 экз. — ISBN 5-7880-0427-6.
- Сказки народов Европы : Для дошк. и мл. возраста / Сост. и авт. вступ. ст. Л. В. Ханбеков. — Минск: Юнацтва, 1990. — 335 с. — (Библиотека отечественной и зарубежной классики). — 180 000 экз. — ISBN 5-7880-0169-2.
- Сказки народов мира : Для мл. шк. возраста / Сост. Л. В. Ханбеков. — Минск: Юнацтва, 1985. — 351 с. — (Библиотека отечественной и зарубежной классики). — 180 000 экз.
- Сказки советских писателей / Сост., [авт. предисл., подгот. текста] Л. Ханбеков. — М.: Худож. лит. — 462 с. — (Содерж.: Жила-была Семужка / Ф. Абрамов. Про Семена-Ложкаря / С. Афоньшин. Медной горы Хозяйка; Каменный цветок; Про великого полоза; Змеиный след; Синюшкин колодец / П. Бажов. Бухтины вологодские завиральные в шести темах / В. Белов. Кролики и удавы / Ф. Искандер. Царь-Петровы паруса; Серебряная пряжа / М. Кочнев, и сказки др. авт.). — 100 000 экз. — ISBN 5-280-01108-8.
- Созвучье слов живых : антология современной поэзии / рук. проекта Леонид Ханбеков. — М.: Моск. Парнас, 2009. — Т. 2. — 410 с. — (Серия «Академия российской литературы». Содерж.: авт.: Юрий Бердников, Евгений Бузни, Тамара Булевич, Наталья Квасникова, Юрий Ключников, Виктор Кононов, Алексей Селичкин, Евгений Пахомов, Виктория Топоногова, Инна Шахова). — ISBN 978-5-7330-0556-3.
- Сто умов : Сказки народов СССР : Для детей / Сост. и авт. предисл. Л. В. Ханбеков. — Ярославль: Верх.-Волж. кн. изд-во, 1977. — 239 с. — 135 000 экз.